# Église Saint-Georges de Colomby
L'église Saint-Georges de Colomby est un édifice catholique, des XIIe – XIVe siècle, qui se dresse sur le territoire de la commune française de Colomby, dans le département de la Manche, en région Normandie. L'édifice est classée au titre des monuments historiques.

## Localisation
L'église Saint-Georges est située au sud-ouest du bourg de Colomby, dans le département français de la Manche.

## Description
L'église de style gothique date dans son ensemble des XIIIe et XIVe siècles. Son porche est du XVe siècle. La tour carrée est occupée sur ses quatre faces de deux grandes et profondes baies géminées séparées par des faisceaux de colonnettes. Une balustrade ajourée avec des clochetons aux angles précède la flèche octogonale construite en retrait et qui voit ses arêtes adoucies par un tore agrémenté de crochets. 

## Protection
L'église est classée au titre des monuments historiques par arrêté du 16 mars 1966.

## Mobilier
L'église abrite de nombreuses œuvres classées au titre objet aux monuments historiques dont une Vierge à l'Enfant et un lustre du XIVe, un christ aux liens du XIVe ainsi que des stalles et une chaire à prêcher du XVIIIe, des fonts baptismaux, un lutrin du XVIIIe, un chasublier, un bas-relief : Ange présentant un écu du XVIIe, verrière : le martyre de saint Georges du XIXe ainsi qu'une croix et hampe du XVIIIe siècle.

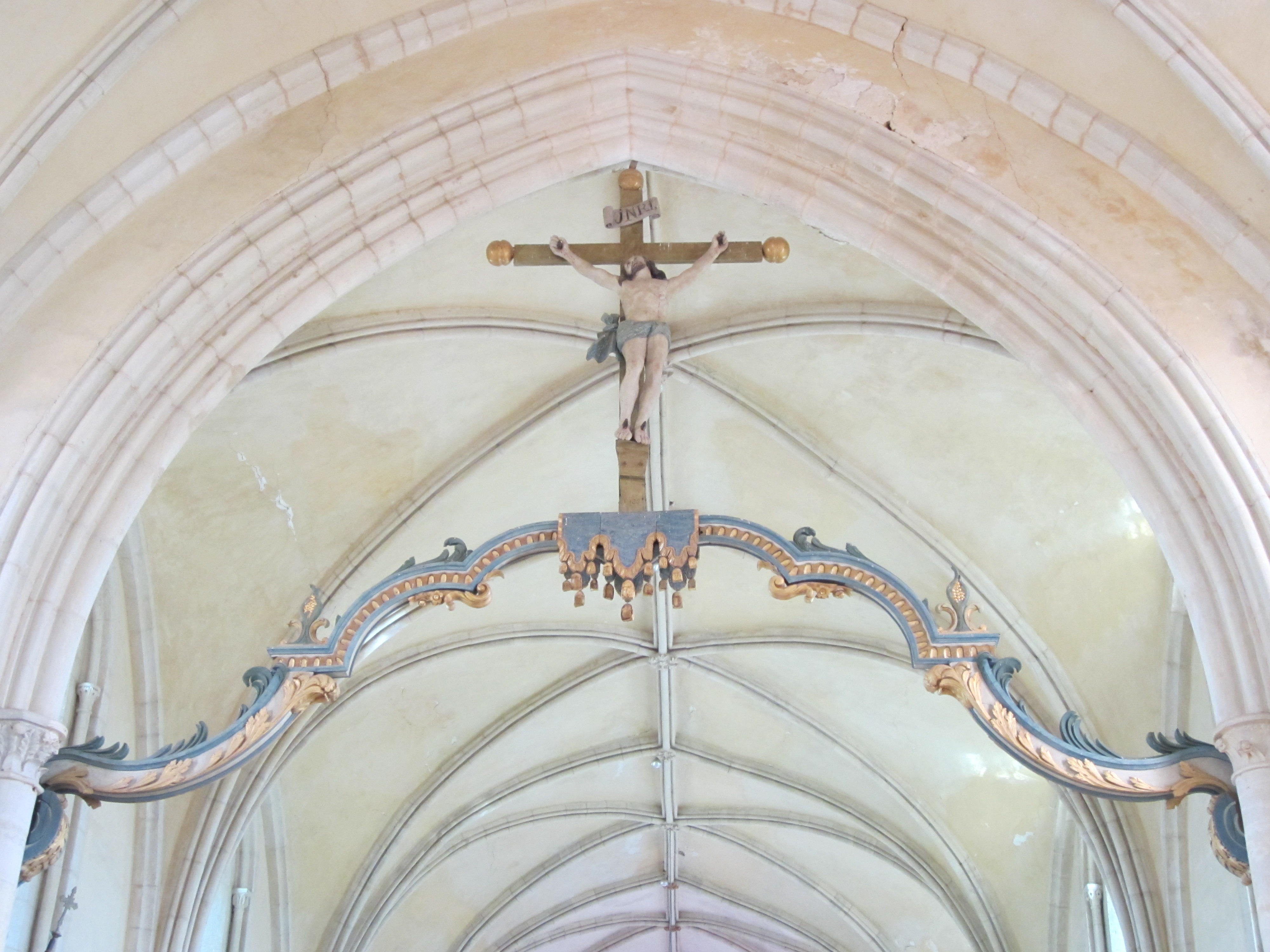
La poutre de gloire.
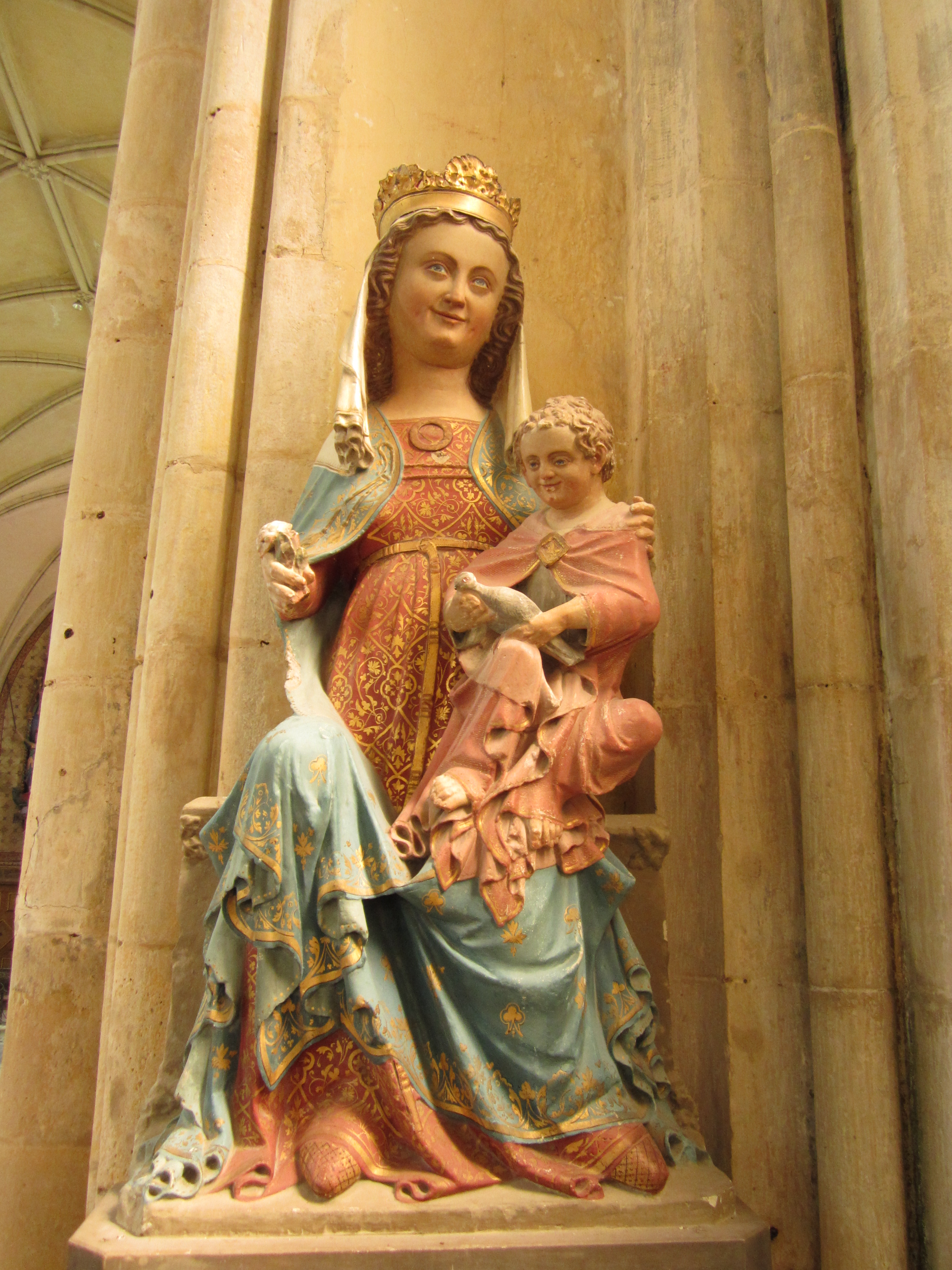
La Vierge à l'Enfant.
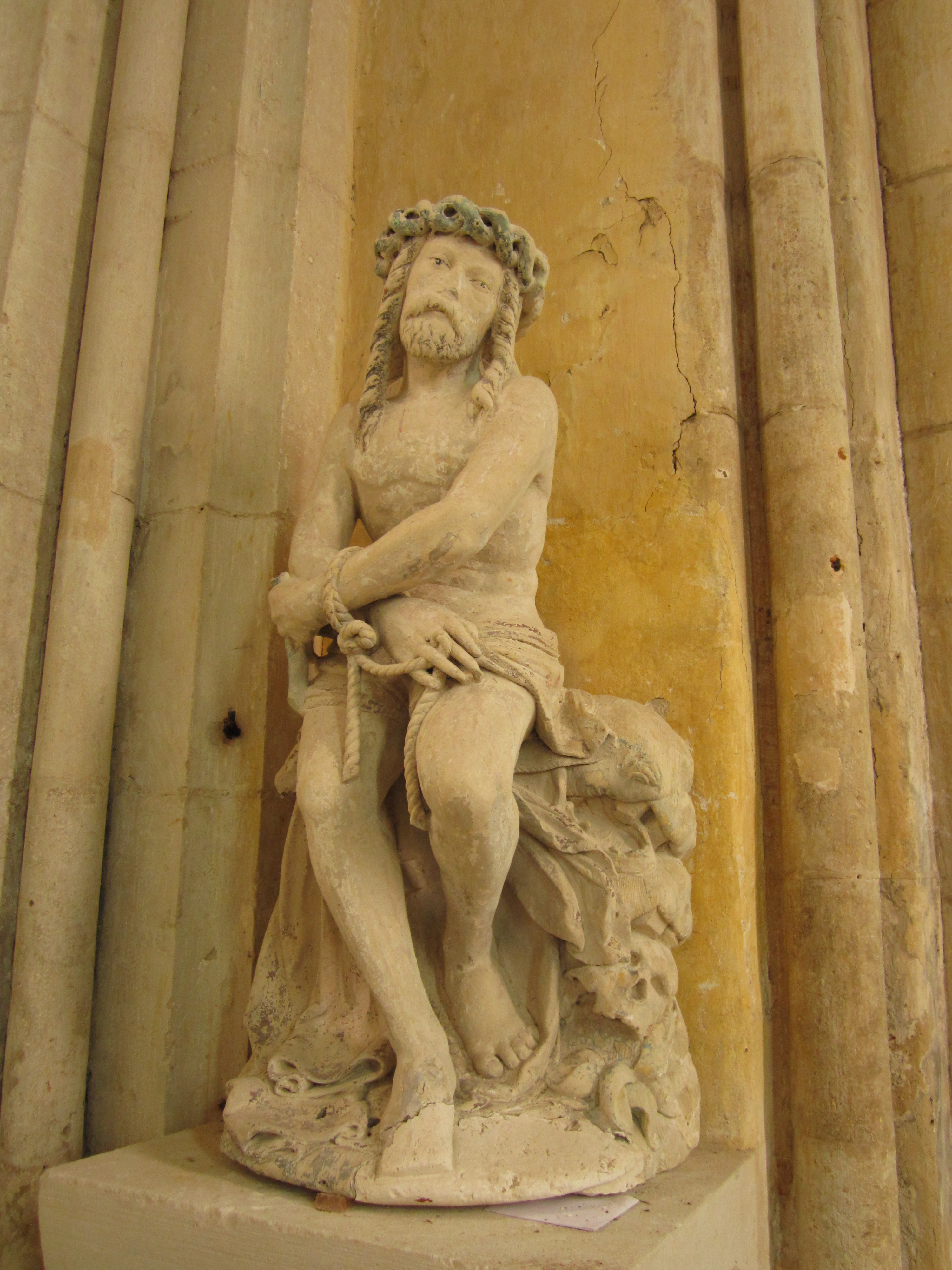
Le Christ aux liens.
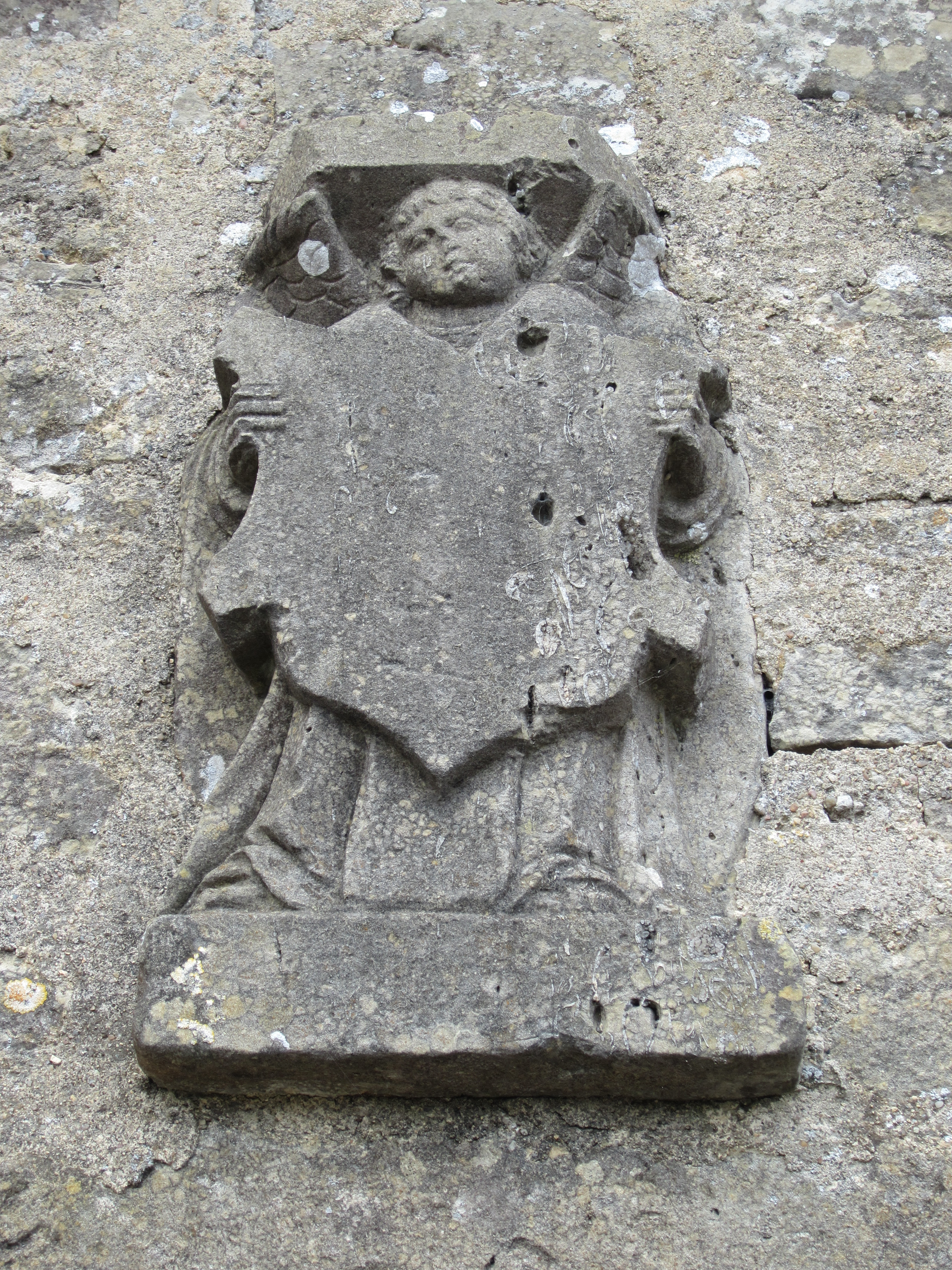
Le bas-relief : ange présentant un écu.
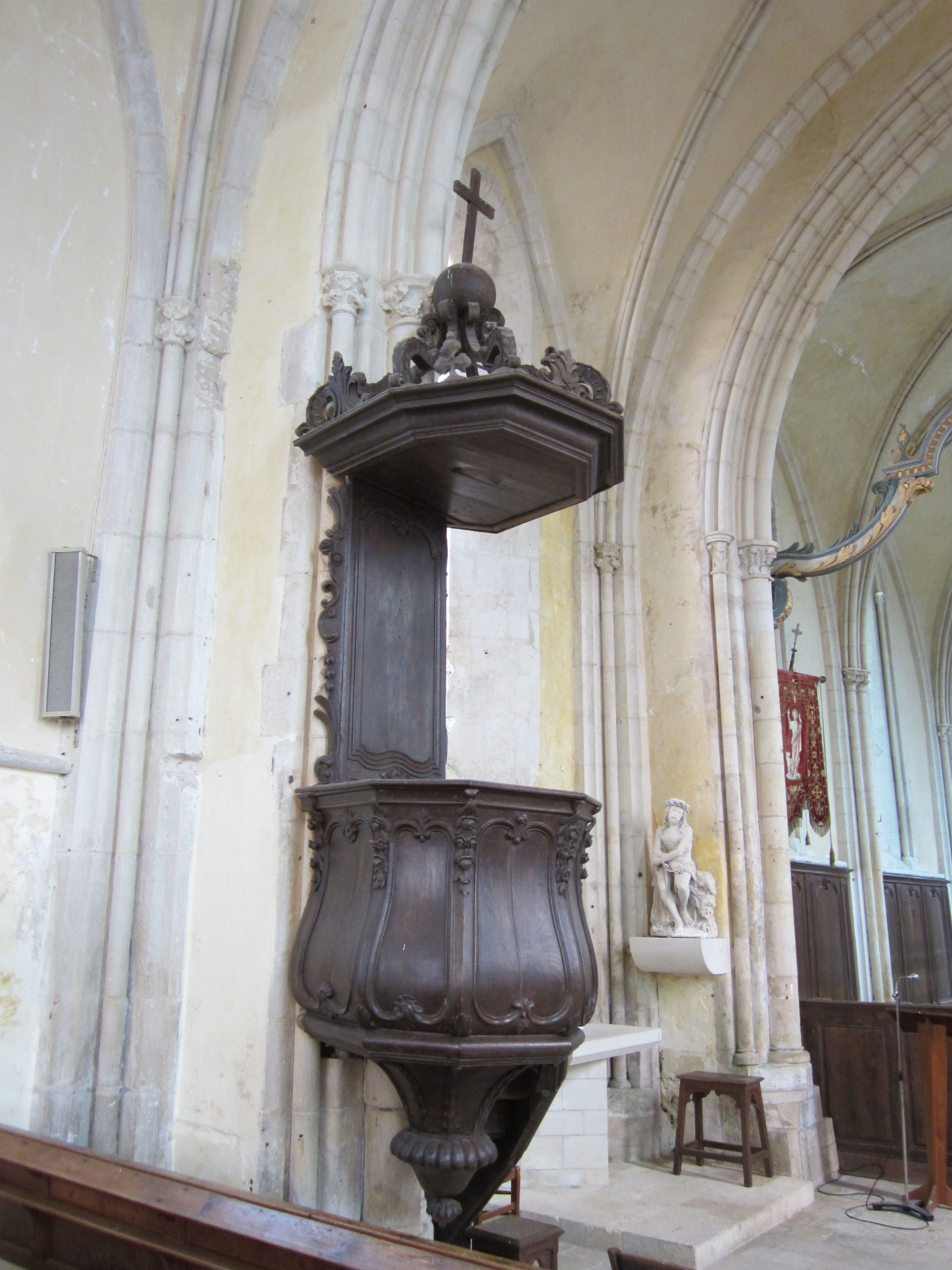
La chaire à prêcher.